# 現代主義新詩
現代主義新詩是新詩的一個類型，即中文白話文的現代主義詩歌。最初稱為現代詩。「現代詩」一詞是由詩人紀弦於1953年2月1日獨力創辦「現代詩季刊社」並發行《現代詩》季刊時，所提出的一種新詩類型。其原意指的是在白话文自由诗的創作形式基礎上，進一步以現代主義精神為創作主題內涵的新詩流派。
1956年1月15日，紀弦與葉泥、鄭愁予、羅行、楊允達、林泠、小英(詩人)、季紅、林亨泰共九人於台北市民眾團體活動中心舉行「現代派詩人第一屆年會」，宣告「現代派」與現代詩社正式成立。「現代詩」的推廣也自此正式展開。
由於現代詩的推廣初期一度主導了整個詩壇的創作流行風潮，「現代詩」一詞也一度從原本狹義的「現代主義新詩」，進而流行地成為了廣義的「新詩」之同義詞。時至今日，「現代詩」一詞仍因此具有歧義。